# (1938) Lausanna
(1938) Lausanna es un asteroide que forma parte del cinturón de asteroides y fue descubierto el 19 de abril de 1974 por Paul Wild desde el observatorio de Berna-Zimmerwald, Suiza.

## Designación y nombre
Lausanna se designó al principio como 1974 HC.
Más tarde fue nombrado por la ciudad suiza de Lausana.

## Características orbitales
Lausanna orbita a una distancia media de 2,237 ua del Sol, pudiendo acercarse hasta 1,881 ua y alejarse hasta 2,593 ua. Su excentricidad es 0,1592 y la inclinación orbital 3,334°. Emplea en completar una órbita alrededor del Sol 1222 días.